# Louison Bobet
Louison Bobet (ur. 12 marca 1925 w Saint-Méen-le-Grand, zm. 13 marca 1983 w Biarritz) – francuski kolarz szosowy, trzykrotny medalista mistrzostw świata.

## Kariera
Louison Bobet był „łowcą klasyków”, wygrywając Mediolan-San Remo (1951), Giro di Lombardia (1951), Ronde van Vlaanderen (1955) oraz Paryż-Roubaix (1956). W 1950 roku Bobet wygrał klasyfikację górską Tour de France, a w klasyfikacji generalnej znalazł się na trzecim miejscu. W 1953 roku stanął w tym wyścigu na najwyższym stopniu podium, kończąc tym samym dominację Włochów (Gino Bartali, Fausto Coppi) i Szwajcarów (Hugo Koblet, Ferdi Kübler). Bobet powtórzył swój wyczyn w dwóch kolejnych latach, zostając pierwszym zawodnikiem, który wygrał TdF trzy razy z rzędu. Łącznie wygrał jedenaście etapów Touru. Czterokrotnie startował w Giro d’Italia, wygrywając po jednym etapie w dwóch różnych edycjach. W klasyfikacji generalnej był między innymi drugi w 1957 roku, czwarty rok później oraz siódmy w 1951 roku.
Pierwszy medal na międzynarodowej imprezie zdobył na mistrzostwach świata w Solingen w 1954 roku, gdzie zwyciężył w wyścigu ze startu wspólnego. W tej samej konkurencji zdobył też srebrne medale podczas mistrzostw świata w Waregem w 1957 roku i rozgrywanych rok później mistrzostw świata w Reims. W pierwszym przypadku pokonał go tylko Belg Rik Van Steenbergen, a w drugim lepszy był Włoch Ercole Baldini. Nigdy nie wystąpił na igrzyskach olimpijskich. W 1962 roku zakończył karierę.